# فيهل
فيهل (بالألمانية: Wiehl) هي بلدة ألمانية تقع في أبربرجسشر كريس ‏ في ألمانيا. يقدر عدد سكانها بـ 26,483 نسمة .

## المدن التوأمة
مدن هيم، يوكنعام و كريميتشوا هي مدن توأمة لفيهل.

## أعلام
- ماكس ديبل